# Безденежні (Котельницький район)
Безде́нежні (рос. Безденежные) — присілок у складі Котельницького району Кіровської області, Росія. Входить до складу Вишкільського сільського поселення.
Населення становить 1 особа (2010).